# 大山俊一
大山 俊一（おおやま としかず、1917年10月8日 - 1983年9月10日）は、日本の英文学者、翻訳家。

## 人物・来歴
東京文理科大学卒。1968年「To be is not to be : a study of Shakespeare's Macbeth」で東京教育大学・文学博士。成城大学教授、成城短期大学学長、学長、学校法人成城学園学園長を歴任した。シェイクスピア学者として研究、翻訳をおこなった。最初の妻の大山敏子もシェイクスピア学者（敏子没後に再婚）。

## 著書
- 『最近のシェイクスピア研究法』（篠崎書林） 1955
- 『シェイクスピア人間観研究』（篠崎書林） 1957
- 『複合的感覚 アレゴリーとシンボリズム』（篠崎書林） 1960
- 『ハムレットの悲劇』（篠崎書林） 1963
- 『シェイクスピア夢物語』（研究社出版） 1975

### 共編書
- 『綜合研究シェイクスピア』（中野好夫共編、英宝社） 1960

## 翻訳
シェイクスピアの戯曲
- 『リチャード三世』（福原麟太郎共訳、角川文庫） 1956
- 『ヘンリー五世』（筑摩書房、世界文学大系） 1965
- 『ハムレット』（旺文社文庫） 1966
- 『マクベス』（旺文社文庫） 1968
- 『オセロウ』（旺文社文庫） 1969
- 『リチャード三世』（旺文社文庫） 1970
- 『リア王』（旺文社文庫） 1973
- 『アントニーとクレオパトラ』（旺文社文庫） 1976
- 『あらし』（旺文社文庫） 1980

## 記念論集
- 『英米の文学と言語 大山俊一先生・大山敏子先生還暦記念論集』（篠崎書林） 1981